# 85558 Tianjinshida
85558 Tianjinshida este o planetă minoră (asteroid), cu un diametru de 7,918 km, din centura de asteroizi. A fost descoperită pe 3 ianuarie 1998 la Xinglong Station⁠(d) de Beijing Schmidt CCD Asteroid Program⁠(d) și a fost numită după Tianjin Normal University⁠(d). 
Obiectul prezintă o orbită caracterizată de o semiaxă mare de 3,1894569632063 UAi, o excentricitate de 0,15387492236183, o înclinație de 9,4537519556969 ° în raport cu ecliptica.